# HMS Aeneas
HMS Aeneas (P427) foi um submarino britânico da classe Amphion  da Marinha Real Britânica, construído por Cammell Laird e lançado em 9 de outubro de 1945. Recebeu esse nome em homenagem ao herói Eneias da mitologia grega.

## Histórico de serviço
O Aeneas participou da Revista de Coroação da Frota para celebrar a coroação da rainha Isabel II em 1953.
O Aeneas interpretou o submarino M1 no filme de James Bond de 1967, Só se vive duas vezes.
Em 1972, o Aeneas foi alugado pela Vickers para uso em testes bem-sucedidos do sistema SLAM (Submarine-Launched Airflight Missile), um sistema antiaéreo com um conjunto de quatro mísseis Blowpipe montados em um mastro extensível, permitindo ataques contra aeronaves voando baixo enquanto o submarino permanecia em profundidade de periscópio.
O Aeneas foi desmontado em 1974.
Em 26 de setembro de 2012, nas instalações da empresa em Le Mourillon, a DNCS anunciou planos para projetar e construir uma arma de defesa aérea baseada em cápsulas lançadas por submarinos, com base no Mistral da MBDA. O conceito é baseado no SLAM britânico, Submarine Launched Airflight Missile, que era baseado no Blowpipe desenvolvido pela Vickers na década de 1970 e usado no HMS Aeneas.

## Leituras adicionais
- Submarines in Colour por Bill Gunston – Blandford Colour Series – Blandford – 1976 – ISBN 0-7137-0780-1